# 杰拉尔德
杰拉尔德（英語：Gerald）是一个美國城市，位於密苏里州富兰克林县。根據2010年的人口普查，當地人口為1345人。

## 地理
杰拉尔德位于38°24′1″N 91°19′53″W / 38.40028°N 91.33139°W (38.400397,-91.331279)。
根据美国人口普查局，该城市的總面积為1.49平方英里（3.86平方），其中包括1.48平方英里（3.83平方）土地和 0.01平方英里（0.03平方）水域。

### 2010年人口普查
根據2010年人口普查，當地人口為1345人，共527户家庭，其中356戶家庭居住在城市。527户家庭中，有34.0％的儿童年龄為18岁以下，45.5%为同居的已婚夫妇 ，有10.6%为65岁或以上的獨居老人。